# 莱昂纳多·本奈沃洛
莱昂纳多·本奈沃洛（義大利語：Leonardo Benevolo；1923年9月25日—2017年1月5日）是意大利建筑师、规划师和历史学家。

## 生平
本奈沃洛在罗马大学学习建筑学，并于1946年毕业后留校教授建筑史，后又执教于佛罗伦萨大学、威尼斯大学和巴勒莫大学。鉴于他对建筑文化进步的卓越贡献（尤其是他对罗马建筑和希腊建筑的本质的探讨），本奈沃洛在1956年被授予“一级、二级建筑历史与风格”讲席教授，彼时他年仅33岁。
他的著作被译介至多个国家，这为他赢得了国际声誉。他也因此被认为是20世纪后半叶最重要的建筑与城市历史学家之一。